# Сън
 Тази статия е за състоянието на покой.  За мозъчната дейност по време на сън вижте Сънища.  За компанията от областта на информационните технологии вижте Sun Microsystems.
Сън е несъзнателно състояние, присъщо за повечето бозайници, птици, риби и за някои безгръбначни.
Характеризира се със забавяне на дейността на тялото и организма. По време на сън силно се намалява движението на тялото, отслабва реакцията към външни стимули, намалява се нивото на катаболитните процеси и се увеличава нивото на анаболитните. Други реакции са отпускането на мускулатурата и забавяне на дихателния процес. При хората, бозайниците, птиците, рибите и редица безгръбначни, периодичният сън е необходим за оцеляването на организма. Възможността за бързо събуждане е защитен механизъм, също необходим за оцеляването и здравето. Именно тази лесна обратимост на съня го отличава от други процеси, съчетани с изпадане в безсъзнание, като припадъци и кома. Когато съществото на индивида сънува, мозъкът преработва събития, които са се случили през деня или в живота на индивида.

## Навици, свързани със спането
Преди индустриалната революция, много хора спят по два пъти на нощ: първо няколко часа сън, после малко будуване с разговори с близките или къщна работа, и след това още няколко часа сън.
Много саами семейства спят без типичен ритъм, понякога до ранния следобед, а понякога спят през деня, за да работят през нощта. На децата е позволено да заспиват, когато пожелаят. Това вероятно е адаптация към суровия северен климат и нуждата от нощна работа в отглеждането на северни елени в някои части на годината.
Рекордът за най-дълъг период без сън е 18 дни, 21 часа и 40 минути по време на рок стол маратон. Рекордьорът разказва за получени халюцинации, параноя, замъглено зрение, забавяне на речта и загуба на памет и концентрация.
Нашите сънища често са пълни с непознати, които участват в определени части от съня. Те са реални лица на реални хора, които сънуващия е виждал през живота си.
Едно новородено бебе обикновено отнема на родителите си от 400 до 750 часа от съня им през първата година след раждането си.